# 김정훈 (1971년)
김정훈(金廷勳, 1971년 ~ )은 대한민국의 교육공무원이다. 수석교육연구사, 본관은 도강, 태인 동정공파이며 시조로부터 31세[30세손] 파조로부터 25세[24세손]이다. 부(父) 김광한(金廣漢)은 원모당(遠慕堂) 김후진의 15세손이고, 모(母) 최정남(崔貞男)은 삭녕 최씨 최병직(崔炳直)의 증손녀이다.